# Trystan Reese
Trystan Angel Reese (1982/1983) es un escritor y activista LGTBQ estadounidense, más conocido por dar a conocer su experiencia con el embarazo como hombre trans. Fue uno de los muchos casos documentados de hombres transgénero que dio a luz en el mundo durante la década de 2010.

## Biografía
Trystan Reese, a quien se le asignó mujer al nacer, se definió como bisexual a los 15 años, mientras que alrededor de los 20 años, se declaró transgénero tras iniciar terapia hormonal, señalando que actualmente es un hombre trans gay. En 2018 dijo: «la mejor manera que tuve, cuando era adolescente, de explicar lo que me pasaba era bromear diciendo que era un hombre gay atrapado en un cuerpo de mujer. Y a medida que crecí, esa sensación literal de sentirme atrapado en el cuerpo equivocado se volvió cada vez más generalizada y dolorosa hasta que se volvió literalmente insoportable, y no estaba seguro de poder seguir adelante. Y luego conocí a una persona transgénero y me di cuenta de que no era una broma en absoluto, en realidad era un hombre gay atrapado en un cuerpo de mujer. Y esta fue una gran noticia, porque significaba que había una solución para este problema, que tenía un nombre y que había una comunidad de personas a la que podía acudir. Pero lo más importante es que significó que podía seguir con vida, hacer la transición y ser feliz, que es lo que hice».
Se casó con Biff Chaplow en 2013. La pareja adoptó a la sobrina y al sobrino de Chaplow, hijos de la hermana de este que fue declarada inhabilitada para criarlos, pero también quería tener hijos biológicos.
Así, Reese decidió suspender su terapia hormonal para embarazarse, pero experimentó un aborto espontáneo; meses después, confirmó un nuevo embarazo y dio a luz a un hijo en 2017. La pareja documentó todo el proceso de gestación a través de redes sociales, entre ellos, el podcast The Longest Shortest Time. En 2021, Reese publicó una memoria que relata su experiencia.